# Продубиевка
Продубиевка (укр. Продубіївка) — село на Украине, находится в Коростышевском районе Житомирской области.
Население по переписи 2001 года составляет 137 человек. Почтовый индекс — 12534. Телефонный код — 4130. Занимает площадь 0,786 км².

## Адрес местного совета
12534, Житомирская область, Коростышевский р-н, с.Щеглиевка